# Asianopis liukuensis
Espèce
Synonymes
- Deinopis liukuensis Yin, Griswold & Yan, 2002
- Deinopis scrubjunglei Caleb & Mathai, 2014

Asianopis liukuensis est une espèce d'araignées aranéomorphes de la famille des Deinopidae.

## Distribution
Cette espèce se rencontre en Chine au Yunnan, au Guangxi et à Hainan, en Inde au Tamil Nadu et en Malaisie au Sabah,.

## Description
Le mâle holotype mesure 12,30 mm.
Le mâle décrit par Omelko et Fomichev en 2025 mesure 13,31 mm.

## Systématique et taxinomie
Cette espèce a été décrite sous le protonyme Deinopis liukuensis par Yin, Griswold et Yan en 2002. Elle est placée dans le genre Asianopis par Lin, Shao, Hänggi, Caleb, Koh, Jäger et Li en 2020.
Deinopis scrubjunglei a été placée en synonymie par Lin, Shao, Hänggi, Caleb, Koh, Jäger et Li en 2020.

## Étymologie
Son nom d'espèce, composé de liuku et du suffixe latin -ensis, « qui vit dans, qui habite », lui a été donné en référence au lieu de sa découverte, Liuku.

## Publication originale
- Yin, Griswold & Yan, 2002 : « A new ogre-faced spider (Deinopis) from the Gaoligong Mountains, Yunnan, China (Araneae, Deinopidae). » The Journal of Arachnology, vol. 30, no 3, p. 610-612 (texte intégral).